# Copa del Rei de futbol 2006-07
La Copa del Rei de futbol 2006-07 fou l'edició número 104 de la competició. La va guanyar el Sevilla Futbol Club, que va vèncer a la final el Getafe CF per 1 gol a zero.
Es va disputar des d'agost del 2006 fins a juny del 2007, amb la participació de 81 equips de la 1a, 2a A, 2a B i 3a divisió de la Lliga espanyola de futbol. Encara que juguin en aquestes categories, no tenen permesa la participació equips filials d'altres clubs.

## 1a eliminatòria
La primera ronda del torneig la disputaren 18 equips de 2a divisió B i els 18 campions de grup de la 3a divisió en la temporada 2005-06. L'eliminatòria es decidí a partit únic, disputat el 30 d'agost de 2006.
|                                   | Resultat |                             |
| CF Badalona                       | 2-0      | Vila-Joiosa CF              |
| Sestao River Club                 | 0-1      | Burgos CF                   |
| SD Gimnàstica Segoviana           | 2-0      | Universidad de Oviedo       |
| SD Eibar                          | 2-1      | Reial Oviedo                |
| Benidorm CD                       | 1-0      | UEA Gramenet                |
| Granada Atlético                  | 0-2      | RC Portuense                |
| RUC Irún                          | 3-2      | AD Fundación Logroñés       |
| CD Lugo                           | 2-0      | Real Sociedad Gimnàstica CF |
| (p)Universidad de las Palmas      | 0-0      | UD Fuerteventura            |
| Écija Balompié                    | 2-1      | CF Villanovense Ofigevi     |
| Rayo Vallecano                    | 4-1      | Pontevedra CF               |
| SCR Penya Esportiva Santa Eulàlia | 2-1      | CD Eldenc                   |
| Alacant CF                        | 0-1      | UE Lleida                   |
| (p)UD Barbastro                   | 0-0      | Terrassa FC                 |
| Peña Sport CF                     | 2-1      | UE Sant Andreu              |
| Girona FC                         | 0-4      | Oriola CF                   |
| CF Linares                        | 2-1      | Córdoba CF                  |
| UD Puertollano                    | 4-1      | AD Parla                    |

## 2a eliminatòria
En la segona eliminatòria es crearen dos grups d'eliminatòries separats. L'eliminatòria també es disputà a un partit únic, el dia 20 de setembre de 2006, quedant assignats els equips locals per sorteig.

### Grup A
Format pels 18 equips guanyadors de la primera eliminatòria, i 6 més de la 2a divisió B.
|                           | Resultat |                                   |
| SD Eibar                  | 1-0      | Águilas CF                        |
| Universidad de Las Palmas | 1-0      | SCR Penya Esportiva Santa Eulària |
| CF Lugo                   | 1-1      | (p)Rayo Vallecano                 |
| CD Alcoià                 | 2-1      | Benidorm CD                       |
| CF Badalona               | 3-0      | Racing de Ferrol                  |
| CD Badajoz                | 1-5      | CD Linares                        |
| Burgos CF                 | 3-2      | Oriola CF                         |
| Peña Sport FC             | 2-0      | UD Barbastro                      |
| Écija Balompié            | 3-0      | RUC Irún                          |
| (p)UD Puertollano         | 0-0      | UE Lleida                         |
| SD Gimnástica Segoviana   | 3-1      | FC Cartagena                      |
| Racing Club Portuense     | 2-0      | CF Fuenlabrada                    |

### Grup B
Format per 20 equips de la segona divisió A. En el sorteig, el CE Castelló quedà exempt i accedí a la següent ronda.
|                    | Resultat |                        |
| Elx CF             | 1-0      | SD Ponferradina        |
| Lorca Deportiva CF | 0-1      | Valladolid CF          |
| Xerez CD           | 3-0      | Albacete Balompié      |
| UD Vecindario      | 0-1      | Hèrcules CF            |
| CD Numancia        | 1-1      | (p)Polideportivo Ejido |
| UD Salamanca       | 0-1      | UD Almería             |
| Real Murcia CF     | 0-1      | UD Las Palmas          |
| Cadis CF           | 3-2      | Real Sporting de Gijón |
| CD Tenerife        | 1-2      | Màlaga CF              |
| UD Vecindario      | 2-1      | CF Ciudad de Murcia    |

## 3a eliminatòria
El sorteig de la tercera eliminatòria se celebrà el 25 de setembre de 2006. Els enfrontaments es disputaren a partit únic el dia 4 d'octubre. Igual que la ronda anterior, quedaren formats per dos grups, a partir dels equips classificats dels grups previs.

### Grup A
La Gimnàstica Segoviana i el Peña Sport quedaren com a únics supervivents de la tercera divisió.
|                           | Resultat |                            |
| (p)CF Badalona            | 1-1      | Universidad de Las Palmas  |
| (p)Éjica Balompié         | 0-0      | SD Eibar                   |
| (pr)Racing Club Portuense | 1-0      | CD Linares                 |
| Peña Sport FC             | 2-1      | CD Alcoià                  |
| Burgos CF                 | 2-2      | (p)SD Gimnàstica Segoviana |
| (p)Rayo Vallecano         | 0-0      | UD Puertollano             |

### Grup B
El Xerez CD quedà exempt en el sorteig, i accedí a la següent ronda.
|                     | Resultat |                     |
| Polideportivo Ejido | 1-1      | (p)Deportivo Alavés |
| Elx CF              | 0-1      | Real Valladolid CF  |
| UD Almería          | 0-0      | (p)Màlaga CF        |
| Hèrcules CF         | 2-0      | UD Las Palmas       |
| CE Castelló         | 1-0      | Cadis CF            |

## Setzens de final
El sorteig per als setzens de final se celebrà el 9 d'octubre, en aquest ja entraren els equips de primera divisió, i s'organitzà de la següent manera:
- 4 guanyadors del grup A de la tercera eliminatòria, s'enfrontaran a 4 participants de la Lliga de Campions de la UEFA.
- 2 guanyadors del grup A s'enfrontaran a 2 participants de la Copa de la UEFA.
- 1 guanyador del grup B s'enfrontarà a 1 participant de la Copa de la UEFA.
- 5 guanyadors del grup B s'enfrontaran a 5 de 1a divisió.
- 8 equips de la 1a divisió s'enfrontaran entre si.

El format es canvià, disputant-se les eliminatòries a anada i tornada. L'anada es disputà al camp de l'equip de menor categoria, i en cas de ser la mateixa per sorteig. Els partits d'anada es jugaren entre el 24 i el 25 d'octubre, i els de tornada entre el 7 i 9 de novembre. El partit d'anada entre la Llevant i l'Atlètic de Madrid quedà ajornat a causa del mal estat de l'Estadi Ciutat de València, per les fortes pluges registrades a València i el deteriorament per un concert previ de Bruce Springsteen.
Amb l'entrada en acció dels equips de primera divisió, i el sistema d'eliminatòria a doble partit amb l'anada disputada a l'equip de major categoria, es reduí considerablement el nombre d'equips modests. Els dos equips de tercera divisió (Peña Sport i Gimnàstica Segoviana) caigueren eliminats i l'únic supervivient de segona divisió B després dels setzens de final fou el Rayo Vallecano, que eliminà al vigent campió, l'Espanyol, vencent-lo per 0 a 1 a l'Estadi Olímpic Lluís Companys. De segona divisió es classificaren tres equips, el Reial Valladolid, el Deportivo Alavés i el Màlaga CF, que s'imposaren al Gimnàstic de Tarragona, Celta de Vigo i la Reial Societat, respectivament.
El partit d'anada entre la UE Llevant i l'Atlètic es disputà finalment el 13 de desembre, i la victòria per 1 a 0 de l'Atlètic obligà a desempatar des de la tanda de penals, en la qual l'equip madrileny aconseguí el pas als vuitens de final.
|                           | Resultat total |                        | Anada | Tornada |
| Écija Balompié            | 2-6            | Reial Madrid CF        | 1-1   | 5-1     |
| CF Badalona               | 1-6            | FC Barcelona           | 1-2   | 4-0     |
| Peña Sport FC             | 0-4            | CA Osasuna             | 0-0   | 0-4     |
| RC Portuense              | 1-4            | València CF            | 1-2   | 0-2     |
| Gimnástica Segoviana      | 0-4            | Sevilla FC             | 0-1   | 0-3     |
| Rayo Vallecano            | 2-1            | RCD Espanyol           | 1-1   | 1-0     |
| CE Castelló               | 0-2            | Vila-real CF           | 0-1   | 0-1     |
| Deportivo Alavés          | 0-1            | RC Celta de Vigo       | 0-0   | 0-1     |
| Xerez CD                  | 2-3            | Getafe CF              | 0-2   | 2-1     |
| Màlaga CF                 | 5-3            | Reial Societat         | 4-1   | 1-2     |
| Hèrcules CF               | 1-3            | Reial Saragossa        | 1-1   | 0-2     |
| (p)Deportivo de La Coruña | 1-1            | Racing de Santander    | 0-1   | 1-0     |
| Recreativo de Huelva      | 0-2            | Reial Betis            | 0-0   | 0-2     |
| Athletic Club             | 2-3            | RCD Mallorca           | 1-1   | 1-2     |
| (p)Atlètic de Madrid      | 1-1            | Llevant UE             | 0-1   | 1-0     |
| Reial Valladolid          | 4-1            | Gimnàstic de Tarragona | 1-0   | 3-1     |

## Vuitens de final
El sorteig dels vuitens de final es realitzà el 22 de novembre, i en ell s'eliminà qualsevol tipus de restricció. L'eliminatòria fou a doble partit, disputant-se l'anada el 10 de gener de 2007, i la tornada el 17 de gener del mateix any.
El Real Betis, aconseguí guanyar 1 a 1 el Madrid, fent-ho perquè havia fet més gols fora de casa.
D'equips catalans, en caigueren 2 dels 3 que havien aconseguit el pas a vuitens (el València i el RCD Mallorca). El València caigué després de la golejada del Getafe CF (4-2) en el partit de tornada, mentre que en l'anada quedaren 1-1. El Mallorca perdé 3 gols a 2 (no tan difícil de recuperar la victòria) davant el Deportivo de La Coruña després de quedar 2-1 a l'anada i 1-1 a la tornada. Era fàcil perquè, només ficant un gol, ja tenia l'opció de fer temps extra. El Barça apallissà al Deportivo Alavés 2-5, fent un 0-2 i llavors un 3-2.
|                   | Resultat total |                        | Anada | Tornada |
| (gc)Reial Betis   | 1-1            | Reial Madrid CF        | 0-0   | 1-1     |
| Atlètic de Madrid | 1-3            | CA Osasuna             | 1-1   | 0-2     |
| Màlaga CF         | 1-3            | Reial Saragossa        | 0-3   | 1-0     |
| Reial Valladolid  | 3-1            | Vila-real CF           | 2-1   | 1-0     |
| Rayo Vallecano    | 1-3            | Sevilla FC             | 0-0   | 1-3     |
| RCD Mallorca      | 2-3            | Deportivo de La Coruña | 2-1   | 1-1     |
| Deportivo Alavés  | 2-5            | FC Barcelona           | 0-2   | 2-3     |
| Getafe CF         | 5-3            | València CF            | 1-1   | 4-2     |

## Quarts de final
El partit d'anada es jugà el 31 de gener i la tornada es jugà el 28 de febrer.
L'únic equip supervivent dels Països Catalans continua, ja que se salvà, fent un 1-0 a l'anada i un 2-1 en la tornada. Piqué posà inquiets els barcelonistes, després de fer el 2-1, tot i que quan faltava mig minut pel final l'argentí Lionel Messi feu un pal. El Sevilla no guanyà per gran diferència (sabent que el Betis és un dels pitjors classificats a la lliga i el Sevilla un dels millors), però si que li bastà per passar a semifinals. Per altra banda, el Corunya donà una pallissa al Valladolid, però s'ha de pensar que és l'únic equip (i té molt de mèrit) de 2a divisió A que durava, i també que havia passat pel damunt de l'equip de nivell mitjà Vila-real CF. El Getafe CF segueix viu, guanyant per 3 gols a 1 l'CA Osasuna.
|                        | Resultat total |                  | Anada | Tornada |
| Sevilla FC             | 1-0            | Reial Betis      | 0-0   | 0-1     |
| Deportivo de La Coruña | 5-2            | Reial Valladolid | 4-1   | 1-1     |
| Getafe CF              | 3-1            | CA Osasuna       | 3-0   | 0-1     |
| (gc)FC Barcelona       | 2-2            | Reial Saragossa  | 0-1   | 2-1     |

## Semifinals
El sorteig es realitzà el 22 de març, a la seu de la RFEF. El partit d'anada es jugà el 18 d'abril, i el de tornada el 9 de maig.
L'equip supervivent català feu un partit "boig" en l'anada contra el Getafe CF. Es feren dos gols de Leo Messi, un de Xavi, un de Guðjohnsen i un de túnel del camerunès Samuel Eto'o. Sobretot, destacà un dels dos gols de l'argentí Leo, que fou llegendari, molt semblant al de Maradona al mundial del 1886. La primera part, acabada 3-0, donà seguretat als barcelonistes, mentre que a la segona en dos minuts passà de 3-0 a 3-2. Llavors després d'aquests dos gols, al cap de tres minuts l'islandès Guðjohnsen en feu un de córner. Aquest partit se superà sense Ronaldinho. Els sevillans rai, que superaren el Deportivo de La Coruña 3-0 i sense perill.
|                        | Resultat total |            | Anada | Tornada |
| FC Barcelona           | 5-6            | Getafe CF  | 5-2   | 0-4     |
| Deportivo de La Coruña | 0-5            | Sevilla FC | 0-3   | 0-2     |

## Final
| Sevilla FC  | 1 – 0     | Getafe CF |
| ----------- | --------- | --------- |
| Kanouté 11' | (Detalls) |           |

 Estadi Santiago Bernabéu, Madrid
| SEVILLA FC:  |    |                    |     |     |
|              |    |                    |     |     |
| POR          | 1  | Andrés Palop       |     |     |
| DEF          | 4  | Daniel Alves       |     |     |
| DEF          | 2  | Javi Navarro (c)   |     |     |
| DEF          | 14 | Julien Escudé      |     |     |
| DEF          | 19 | Ivica Dragutinović |     |     |
| MIG          | 15 | Jesús Navas        |     |     |
| MIG          | 8  | Christian Poulsen  |     |     |
| MIG          | 11 | Renato             | 27' | 79' |
| MIG          | 16 | Antonio Puerta     |     | 75' |
| DAV          | 10 | Luís Fabiano       |     | 48' |
| DAV          | 12 | Frédéric Kanouté   | 88' |     |
| Banqueta:    |    |                    |     |     |
| POR          | 13 | David Cobeño       |     |     |
| DEF          | 20 | Aitor Ocio         |     |     |
| MIG          | 3  | José Luis Martí    |     | 79' |
| MIG          | 5  | Duda               | 90' | 75' |
| MIG          | 25 | Enzo Maresca       |     |     |
| DAV          | 18 | Javier Chevantón   |     |     |
| DAV          | 9  | Aleksandr Kerjakov |     | 48' |
| Entrenador:  |    |                    |     |     |
| Juande Ramos |    |                    |     |     |

| GETAFE CF:     |    |                     |     |     |
|                |    |                     |     |     |
| POR            | 1  | Luis García         |     |     |
| DEF            | 2  | Cosmin Contra       |     | 84' |
| DEF            | 4  | David Belenguer (c) | 50' |     |
| DEF            | 5  | Rubén Pulido        | 90' |     |
| DEF            | 3  | Javier Paredes      | 39' |     |
| MIG            | 7  | Mario Cotelo        |     |     |
| MIG            | 6  | Fabio Celestini     | 86' |     |
| MIG            | 21 | Javier Casquero     |     |     |
| MIG            | 15 | Nacho Pérez         | 64' | 70' |
| DAV            | 19 | Daniel Güiza        | 45' |     |
| DAV            | 18 | Manuel del Moral    |     | 76' |
| Banqueta:      |    |                     |     |     |
| POR            | 32 | Manuel Arroyo       |     |     |
| DEF            | 21 | David Cortés        |     |     |
| DEF            | 20 | Alexis Ruano        |     |     |
| MIG            | 24 | Alberto Aguilar     |     |     |
| MIG            | 8  | Vivar Dorado        |     | 70' |
| DAV            | 17 | Sergio Pachón       |     | 84' |
| DAV            | 9  | Māris Verpakovskis  |     | 76' |
| Entrenador:    |    |                     |     |     |
| Bernd Schuster |    |                     |     |     |

| Guanyador de la Copa del Rei 2006-07 |
| ------------------------------------ |
|                                      |
| Sevilla CF Quart títol               |